# 제너럴 (록맨 X)
제너럴(GENERAL, ジェネラル)는 록맨 X에서 나오는 등장인물의 일종이다.

## 소개
록맨 X4에서 등장하며, 성우는 오오토모 류자부로.

## 행적
록맨 X4에 등장하는 레플리포스의 총사령관으로 원래는 마음씨가 착했으나 사신으로 가장한 시그마를 만나고 나서 쿠데타를 일으킨다. 시그마에 의해 가동된 파이널웨폰을 저지한다. 파이널 웨폰 스테이지1에서 더블/아이리스를 쓰러뜨린 뒤 파이널 웨폰 스테이지 2에 등장하는 보스. 결국 엑스와 제로에게 패배. 최종전에서 시그마를 쓰러뜨린 뒤 앞에 나타나서 시그마의 기지와 함께 폭발.
레플리포스의 총사령관으로 원래는 마음씨가 착했으나 사신으로 가장한 시그마를 만나고 나서 쿠데타를 일으킨다. 시그마에 의해 가동된 파이널웨폰을 저지한다. 파이널 웨폰 스테이지1에서 더블/아이리스를 쓰러뜨린 뒤 파이널 웨폰 스테이지 2에 등장하는 보스. 결국 엑스와 제로에게 패배. 최종전에서 시그마를 쓰러뜨린 뒤 앞에 나타나서 시그마의 기지와 함께 폭발.

## 약점
엑스의 트윈 슬래셔로, 제로 한정으로 특별한 약점이 없기 때문에 제트 세이버 난사가 최우선이다.